# Okram Ibobi Singh
Okram Ibobi Singh (ur. 19 czerwca 1948) – indyjski polityk, długoletni premier stanowy Manipuru.

## Życiorys
Urodził się w Athokpam w dystrykcie Thoubal w ubogiej, wielodzietnej rodzinie rolniczej. Należy do grupy etnicznej Meitei, głównej grupy etnicznej Manipuru. Jego społeczność uznaje się, zgodnie z tradycyjnym porządkiem warnowym, za kszatrijów. Ukończył D.M. College w stołecznym Imphal. Na początku lat 80. zaangażował się w życie polityczne. Do stanowego parlamentu dostał się po raz pierwszy w 1984, jako kandydat niezależny. Wkrótce (1985) związał się z Indyjskim Kongresem Narodowym. Mandat do Zgromadzenia Ustawodawczego odnawiał kolejno w 1990, 2002, 2007, 2012 i 2017. Awansował w stanowych strukturach partii, 10 grudnia 1999 mianowany jej szefem w Manipurze. Pełnił szereg funkcji w manipurskim aparacie władzy, od listopada 1985 do stycznia 1988 kierował radą ds. rękodzieła i przemysłu obszarów wiejskich, następnie był ministrem mieszkalnictwa oraz ministrem przemysłu. W marcu 2002 został stanowym premierem. Rządem kierował do marca 2017. Następnie lider opozycji w manipurskiej legislatywie.
Jest postacią wzbudzającą liczne kontrowersje, niejednoznaczną i skomplikowaną. Z jednej strony przypisuje mu się ustabilizowanie sytuacji politycznej w Manipurze, i to pomimo tego, iż rządy swe rozpoczynał u szczytu wpływów manipurskich ruchów separatystycznych. Z drugiej jednakże wskazuje się na liczne zabójstwa dokonywane przez policję za jego rządów. Administracyjne decyzje polityka, takie jak arbitralne utworzenie siedmiu nowych dystryktów na kilka miesięcy przez wyborami z 2017, również wywołały szeroki sprzeciw społeczny.
Przetrwał kilka prób zamachu na swoje życie. Poślubił Landhoni Devi, doczekał się z nią trójki dzieci. Jego małżonka, jak i syn również znaleźli swoje miejsce w regionalnej polityce, co spotkało się z krytyką oraz oskarżeniami o nepotyzm. Ze względu na uwikłanie w rozliczne przypadki korupcji bywa nazywany panem dziesięć procent.